# Velimir Petković
Velimir Petković, né le 5 juillet 1956 à Banja Luka en Yougoslavie, est un joueur puis entraîneur de handball germano-bosnien.

## Carrière
Il commence sa carrière d'entraîneur en 1988 au Borac Banja Luka, conduisant le club à la victoire en Coupe de l'IHF en 1991.

## Palmarès

### Joueur
- Vainqueur de la Coupe des clubs champions (1) : 1976 (avec le RK Borac Banja Luka)

### Entraîneur
- Coupe de l'EHF
  - Vainqueur (4) : 1991 (avec Banja Luka), 2011 et 2012 (avec Göppingen), 2018 (avec Berlin)
  - Finaliste (3) : 2006 (avec Göppingen), 2017, 2019 (avec Berlin)
- Coupe du monde des clubs
  - Vainqueur (1) : 2016 (avec Berlin)
  - Finaliste (2) : 2017, 2018 (avec Berlin)